# Врубелівський провулок
Вру́белівський прову́лок — зниклий провулок, що існував у Шевченківському районі міста Києва, місцевість Реп'яхів яр. Пролягав від Врубелівського узвозу.

## Історія
Виник у 1-й третині XX століття під назвою провулок Реп'яхів яр, від місцевості, якої пролягав провулок. Назву Врубелівський провулок отримав на початку 1950-х років на честь художника Михайла Врубеля.
Ліквідований у 2-й половині 1970-х років у зв'язку зі знесенням старої забудови.